# Hexafluorophosphate de lithium
L'hexafluorophosphate de lithium est un composé chimique de formule LiPF6. C'est le sel d'acide hexafluorophosphorique et d'hydroxyde de lithium. Il se présente comme une poudre blanche inodore soluble dans l'eau, où il se dissocie en cations de lithium Li+ et anions hexafluorophosphate PF6−. Ses propriétés font de ce matériau un très bon électrolyte pour piles au lithium et accumulateurs lithium-ion, au point qu'on le retrouve dans presque tous les composants au lithium. Il peut également être employé comme catalyseur dans la conversion des alcools tertiaires en tétrahydropyrane. On le produit en faisant réagir du pentachlorure de phosphore PCl5 avec du fluorure de lithium LiF et du fluorure d'hydrogène HF, :
PCl5 + LiF + 5 HF ⟶ LiPF6 + 5 HCl.
L'hexafluorophosphate de lithium pur solide est stable jusqu'à 107 °C, température au-dessus de laquelle il commence à se décomposer en fluorure de lithium LiF et pentafluorure de phosphore PF5, ce dernier étant gazeux :
LiPF6 ⟶ LiF + PF5↑.
L'accélération de la réaction au-dessus de 160 °C conduit à une augmentation significative de la pression en raison de l'accumulation de PF5, la décomposition étant rapide à partir de 200 °C.
En présence d'eau, par exemple d'humidité, LiPF6 ne libère pas de PF5 mais s'hydrolyse dès 70 °C en fluorure d'hydrogène HF et fluorure de phosphoryle POF3,, tous deux gazeux :
LiPF6 + H2O ⟶ LiF + 2 HF↑ + POF3↑.
Dans les accumulateurs lithium-ion, l'hexafluorophosphate de lithium réagit avec le carbonate de lithium Li2CO3, réaction catalysée par de petites quantités de fluorure d'hydrogène :
LiPF6 + Li2CO3 ⟶ POF3 + CO2 + 3 LiF.
La conductivité électrique des solutions d'hexafluorophosphate de lithium dans les solvants aprotiques est considérablement plus élevée que celle d'autres sels de lithium. Dans les esters de carbonate (solvants de carbonates organiques) tels que le mélange EC / DMC pour batteries (carbonate d'éthylène (CH2O)2CO / carbonate de diméthyle (CH3O)2CO), la conductivité obtenue est plus élevée que dans des solutions de même concentration de perchlorate de lithium LiClO4 ou de tétrafluoroborate de lithium LiBF4, par exemple 11,2 mS/cm pour une solution molaire de LiPF6 dans de l'EC/DMC 50:50.
Le LiPF6 est moins toxique que l'hexafluoroarséniate de lithium (de) LiAsF6. De plus, il forme dans les accumulateurs lithium-ion une couche de passivation contenant du fluorure d'aluminium AlF3 sur les couches d'aluminium des collecteurs de courant, ce qui limite leur corrosion. La concentration de solution d'électrolyte est généralement molaire, car la conductivité décroît lorsque la concentration s'écarte de cet optimum.